# Ptecticus wulpii
Ptecticus wulpii är en tvåvingeart som beskrevs av Enrico Adelelmo Brunetti 1907. Ptecticus wulpii ingår i släktet Ptecticus och familjen vapenflugor. Inga underarter finns listade i Catalogue of Life.